# Nguelemendouka
Nguelemendouka es una comuna camerunesa perteneciente al departamento de Haut-Nyong de la región del Este.
En 2005 tiene 21 097 habitantes, de los que 3549 viven en la capital comunal homónima.
Se ubica sobre la carretera D29 en el oeste de la región, en el límite con la región del Centro.

## Localidades
Comprende la ciudad de Nguelemendouka y las siguientes localidades:
- Ankouandé
- Badouma
- Ademegola
- Akilbenza
- Akossa
- Aminemekound
- Ankouandé
- Azomekout
- Badouma
- Bamelap
- Bika
- Bila
- Boela
- Djamble
- Ebah
- Efoulan
- Ekpwassong
- Ezambe
- Imbet
- Kak
- Kap
- Kosmadji
- Kouambang
- Koumbabang
- Koumbou
- Lamba
- Loulou
- Mayos
- Mbang
- Mbegue
- Mebi
- Messague
- Miambo
- Mparagnang
- Mvanda
- Namedjap
- Ngouong
- Nkolbana
- Oueya
- Samba Zembe
- Zilly